# Windows Media Center
Windows Media Center（ウィンドウズ メディア センター）はマイクロソフトのWindows専用総合エンターテインメントソフトウェアである。

## 概要
この機能はMicrosoft Windows XP Media Center Editionより実装されている総合エンターテイメントソフトウェアである。特徴として、通常のWindowsデスクトップと異なりグラフィカルなブルースクリーンの元で画像管理やビデオ・DVD・音楽再生を可能にするものである。また、テレビ放送の受信に対応するキャプチャーカードがMedia Centerに対応していれば、同ソフトウェア内でテレビ放送の受信・録画も可能になる。なお、BDの再生には非対応。Windows Vista版においてもOS標準で対応したHD DVDの再生には非対応。
基本的にはWindows Media PlayerやWindows Explorerにおける画像・ファイル管理をMedia Centerが代替的に行うような形だが、Media Centerに対応するリモコンがあれば機器から直接的にパソコンを操作することも可能である。従って、Media Centerがインストールされたメーカー製のプリインストールパソコンの一部（テレビ放送に対応したもの）は最初からメーカーが開発したリモコンを付属していることも多い。なおリモコンを使わずとも、マウスやキーボードで直接操作することも可能である。
これらの機能は後のMicrosoft Windows Vista及びMicrosoft Windows 7やMicrosoft Windows 8/8.1でも採用され、Vistaでは「Home Premium」と「Ultimate」で、7では「Home Premium」以降で、8/8.1では無印（Core）版ユーザーは「Windows 8/8.1 Pro Pack」を購入し8/8.1 Pro with Media Centerにアップグレード、Pro版ユーザーは専用の「Windows 8/8.1 Media Center Pack」を購入しPro with Media Centerにすることで使用することが可能となる。
このソフトウェアを全画面で実行すると、通常のディスプレイでは全画面になりタスクバーなどの表示はなくなり、他のウィンドウが開いている場合はWindows フリップ以外では表示の切り替えが不可能になる。またマルチディスプレイの表示では実行中のディスプレイにのみに表示され、非実行中のディスプレイには他のウィンドウが開いていても非アクティブになるばかりか、非実行中のウィンドウそのものが操作不能になり、Windows Vista/7/8の場合はMedia Centerを実行しているディスプレイはWindows フリップ以外のAeroの機能も無効になる（マルチディスプレイでは、Media Centerを実行していないディスプレイ側はそうであるわけではないが、操作が不能なので実質、無効同然である）。最大化していない状態ではAeroの機能は有効になるが、Aero SnapやAero Shakeの操作は無効になる（他のウィンドウが開いている場合、それに該当するウィンドウの操作ではAero ShakeにてMedia Centerのウィンドウの最小化と復元は可能）。Aeroの視覚効果（Aero Glass[Windows Vista/7]、Aero Auto Color[Windows 8/8.1]）は有効であるが、ウィンドウのサイズ変更の際は縦横比は変更出来なくなっている。
なお、Microsoft Windows 10では廃止され、Windows 7/8.1からWindows 10にアップグレードすると強制的にWindows Media Centerは削除され、代わりにWindows Update経由でWindows DVDプレイヤー（Windows 10専用オリジナルアプリケーション）に差し替えられる。なお、Windows DVDプレイヤーもCPRMには対応していないのでデジタル放送番組が録画保存されたDVDなどは再生できない。
Xbox 360上ではローンチ直後から搭載され、リモコンでPCとの連動による放送録画なども想定した仕様となっていた。ただし、2024年現在は機器連動に関するローカル通信処理に不具合が出るため、Windows 10以降でXbox 360とMedia CenterをインストールしたPCを連携させることはできない。

## 機能
- テレビ
- DVD再生
- メディア オンライン
- ピクチャ
- ビデオ
- ミュージック